# Трикутник трьох зовнішніх бісектрис

Трикутник трьох зовнішніх бісектрис

Еліпс Мандарта

Трикутник трьох зовнішніх бісектрис (трикутник центрів зовнівписаних кіл) {\displaystyle \Delta J_{A}J_{B}J_{C}} - трикутник, утворений точками перетину зовнішніх бісектрис один з одним в центрах зовнівписаних кіл вихідного трикутника. (Див. Рис.)

## Властивості
- Центр кола, що проходить через центри {\displaystyle J_{A},J_{B},J_{C}} зовнівписаних кіл, є точкою Бевена.
- Вихідний трикутник {\displaystyle \Delta ABC} є Ортотрикутником для трикутника зовнішніх бісектрис.
- Описане коло вихідного трикутника є для трикутника зовнішніх бісектрис колом Ейлера.
- Описане коло вихідного нерівнобедреного (в загальному випадку) трикутника перетинає сторони трикутника зовнішніх бісектрис в шести різних точках. Три з них є вершинами вихідного трикутника, а три інших ділять сторони трикутника зовнішніх бісектрис навпіл (див. Властивості кола Ейлера).
- Точка перетину симедіана трикутника трьох зовнішніх бісектрис є центром еліпса Мандара вихідного опорного трикутника.

Вісь зовнішніх бісектрис або антиортова вісь (antiorthic axis) - трилінійна поляра центру вписаного кола (інцентра) трикутника ABC)

- Всі три підстави D, E і F трьох зовнішніх бісектрис відповідно AD, CE і BF зовнішніх кутів Ортотрикутника {\displaystyle ABC} для трикутника трьох зовнішніх бісектрис {\displaystyle J_{1},J_{2},J_{3}} лежать на одній прямій, званої віссю зовнішніх бісектрис або антиортовою віссю DEF (antiorthic axis) Ортотрикутника {\displaystyle ABC} (див. рис.). Ця вісь також є  трилінійною полярою центру вписаного кола (інцентра).

### Властивості подібності родинних трикутників
- Вихідний трикутник {\displaystyle \Delta ABC} по відношенню до Ортотрикутнику є трикутником трьох зовнішніх бісектрис.
- Ортотрикутник трикутника трьох зовнішніх бісектрис, а також трикутник трьох зовнішніх бісектрис Ортотрикутника збігаються між собою і збігаються з вихідним трикутником.
- Ортотрикутник і тангенціальний трикутник подібні.
- Ортотрикутник Ортотрикутника і вихідний трикутник подібні.
- Трикутник трьох зовнішніх бісектрис трикутника трьох зовнішніх бісектрис і вихідний трикутник подібні.
- Ортотрикутник трикутника Жергонна і вихідний трикутник подібні.
- Вище зазначені властивості подібності родинних трикутників  є наслідком нижче перерахованих властивостей паралельності (антипаралельності) сторін родинних трикутників.

### Властивості паралельності (антипаралельності) сторін родинних трикутників
- Сторони даного гострокутного трикутника антипаралельні відповідним сторонам Ортотрикутник, проти яких вони лежать.
- Сторони тангенціального трикутника антипаралельні відповідним протилежним сторонам даного трикутника (по властивості антипаралельності дотичних до кола).
- Сторони тангенціального трикутника паралельні відповідним сторонам Ортотрикутник.
- Нехай, точки дотику вписаного в даний трикутник кола з'єднані відрізками, тоді вийде трикутник Жергонна, і в отриманому трикутнику проведено висоти. В цьому випадку прямі, що з'єднують підстави цих висот, паралельні сторонам вихідного трикутника. Отже Ортотрикутник трикутника Жергонна і вихідний трикутник подібні.